# 12月18日 (旧暦)
旧暦12月18日は旧暦12月の18日目である。六曜は大安である。

## できごと
- 宣化天皇2年（ユリウス暦537年1月14日） - 28代・宣化天皇が即位
- 天保10年（グレゴリオ暦1840年1月22日） - 江戸幕府が渡辺崋山に蟄居、高野長英に永牢を命じる
- 明治4年（グレゴリオ暦1872年1月27日） - 華族・士族に農工商業の営業を許可

## 誕生日
- 宝永2年（グレゴリオ暦1706年2月1日） - 山脇東洋、医師・日本初の人体解剖の記録（+ 1762年）
- 寛政10年（グレゴリオ暦1799年1月23日） - 飯田忠彦、国学者（+ 1860年）
- 天保14年（グレゴリオ暦1844年2月6日） - 井上毅、政治家（+ 1895年）
- 明治元年（グレゴリオ暦1869年1月30日） - 永井道明、体育学者（+ 1950年）[1]
- 明治3年（グレゴリオ暦1871年2月7日） - 志賀潔、細菌学者（+ 1957年）
- 明治3年（グレゴリオ暦1871年2月7日） - 戸川秋骨、評論家･英文学者（+ 1939年）

## 忌日
- 延徳2年（ユリウス暦1491年1月27日） - 畠山義就、武将
- 寛文12年（グレゴリオ暦1673年2月4日） - 保科正之、初代会津藩主（* 1611年）
- 安永8年（グレゴリオ暦1780年1月24日） - 平賀源内、蘭学者（* 1729年）